# Il quadro animato
Il quadro animato (deutsch: Das Lebende Bild) ist ein Libretto zu einer Kantate für zwei Stimmen von Pietro Metastasio. Sie wurde am 18. August 1760 in der Vertonung von Georg Christoph Wagenseil zur Begrüßung Maria Theresias in Goldegg aufgeführt.

## Handlung
“All’ alzarsi della tenda presentava tutto il teatro un gran quadro ornato della sua proporzionata cornice. Si esprimeva in esso un ameno, e ridente paese con vari Villani, e Villanelle situati in diverse graziose attitudini; ma tutti immobili ed imitanti pittura. In tale stato rimanevano le figure per quasi tutto il corso della Sinfonia, verso il fine della quale acquistavano poi a poco a poco e moto, e vita: e finalmente parlavano. Su questo pensiere, a lui autorevolmente somministrato, scrisse per comando l’ Autore il seguente componimento.”

„Beim Aufziehen des Vorhangs stellt das gesamte Theater ein großes Bild dar, das von seinem Rahmen geschmückt ist. Es stellt eine liebliche und heitere Landschaft mit verschiedenen Bauern und Bäuerinnen dar, die unterschiedliche graziöse Haltungen einnehmen, aber alle unbeweglich und wie ein Gemälde. In diesem Zustand verbleiben die Figuren während des gesamten Verlaufs der Sinfonia, bis sie sich gegen Ende derselben allmählich bewegen und beleben und schließlich sprechen. Über diesen Gedanken, der ihm gebieterisch befohlen wurde, schrieb der Autor das folgende Werk.“

Nach dem Ende der einleitenden Sinfonia beleben sich die dargestellten Figuren. Eine der beteiligten Bäuerinnen gibt ihrem Erstaunen über die unerwartete Verwandlung und das neue Leben Ausdruck. Eine zweite Bäuerin erklärt das mit der Anwesenheit der Kaiserin („La fausta, e venerata / Presenza Augusta“) und der erwarteten Ankunft der Prinzessin von Lothringen („il sospirato arrivo / Della Ninfa Real“). Beide erkennen schließlich, dass sie ihrem Schöpfer („agli autori / Dell’ esser nostro“) Dank schulden und bitten den Himmel in einem Duett um Segen für die Kaiserin.

## Geschichte
Metastasio schrieb Il quadro animato 1760 für eine Aufführung in Goldegg, dem Wohnsitz des Fürsten Johann Wilhelm Trautson. Zur Hochzeit des österreichischen Thronfolgers Joseph II. mit Isabella von Bourbon-Parma am 5. September war auch Karoline von Lothringen („la Principessa Carolina di Lorena“) eingeladen worden. Maria Theresia reiste ihr mit ihrem Hofstaat entgegen, um sie in Goldegg zu erwarten. Sie wurden dort vom Fürsten Trautson mit einer Aufführung dieser Kantate willkommen geheißen. Im Vorwort wies Metastasio darauf hin, dass ihm die Idee des Lebenden Bildes „gebieterisch befohlen“ worden war. Vermutlich stammte sie von Karoline Trautson, der dritten Ehefrau des Fürsten, die eine besondere Vorliebe für Theater und Musik hatte, häufig kleine Theaterstücke inszenierte und bei Metastasio bereits 1755 die Serenata La gara in Auftrag gegeben hatte. Die Musik zu Il quadro animato stammte vom Hofkomponisten Georg Christoph Wagenseil, der auch der Klavierlehrer der fünf Töchter Maria Theresias war. Aufgeführt wurde es von den Untertanen des Goldegger Fürsten.
Die Mode des Lebenden Bildes entstand in der zweiten Hälfte des 18. Jahrhunderts. Als Bindeglied zwischen der bildlichen und der szenischen Darstellung in Verbindung mit dem Ideal der sozialen Harmonie und einer utopischen Vision der Realität erhielt sie eine besondere Bedeutung bei den damaligen Theatertheoretikern wie Denis Diderot. Bei Metastasio handelt es sich jedoch nicht nur um die schlichte Darstellung einer Schäferlandschaft im Rokoko-Stil, sondern er integriert das Bild in seine eigenen Überlegungen über das Leben und das Theater, wie er es bereits 1735 in seiner Serenata Le cinesi getan hatte. Er erinnert hier an die Entstehung des Theaters. Die Bildfiguren verwandeln sich in Theatercharaktere und erhalten durch die Phantasie des Dichters ein Eigenleben. In einem zweiten Schritt geht die fiktive Theaterrealität in die echte Realität des höfischen Lebens über, als die Charaktere den Grund ihres Daseins erkennen. Die künstlerische Schöpfung erscheint so als Metapher der königlichen Macht.

## Digitalisate
1. 1 2  Libretto (italienisch) als Digitalisat beim Münchener Digitalisierungszentrum. In: Opere del signor abate Pietro Metastasio, Band 11, Herissant, Paris 1782, S. 247 ff.